# Japanische Invasion der Riau-Inseln
1. Borneo – Tarakan – Celebes – Balikpapan (See) – Balikpapan (Land) – West-Borneo – Samarinda (Ost-Borneo) – Banjarmasin (Süd-Borneo) – Ambon – Straße von Makassar – Sumatra – Palembang – Badung – Timor – Bali – Riau-Inseln – 1. Javasee – Sundastraße – Java – 2. Javasee – Niederländisch-Neuguinea – Kleine Sundainseln – Molukken – 2. Borneo
Die Japanische Invasion der Riau-Inseln (nied.: Riouw) fand Anfang März 1942 während des Pazifikkriegs im Zweiten Weltkrieg statt.

## Vorgeschichte
Der Riau-Archipel ist eine große Gruppe von mehr oder weniger kleinen Inseln, die sich östlich der Insel Sumatra und südlich der Malaiischen Halbinsel mit Singapur an deren Spitze im Malaiischen Archipel befinden. Die größten Inseln des Archipels sind Batam und Bintan mit der Hauptstadt Tanjung Pinang. Die Inseln gehörten zur Niederländischen Kolonie Niederländisch-Indien. Im Dezember 1941 waren dort mehrere KNIL-Truppen stationiert, die nur für den Garnisonsdienst bestimmt waren. Sie standen alle unter dem Kommando von Major J. H. de Vries.
Folgende Einheiten gehörten dazu:
• für Riau und abhängige Gebiete: die KNIL Garnison, bestehend aus einem Bataillon in Tanjung Pinang. Dazu gehörte ein mobiler Sanitätszug.
• je eine Infanteriekompanie (Landstorm) in Tanjung Uban und in Pulau Sambu

### Verminung der Seezufahrt nach Singapur
Die Straße von Singapur verbindet die Straße von Malakka mit dem Südchinesischen Meer und trennt die Malaiische Halbinsel und die Inseln von Singapur von den Riau-Inseln. Sie bildet den südlichen Zufahrtsweg für Schiffe nach Singapur.

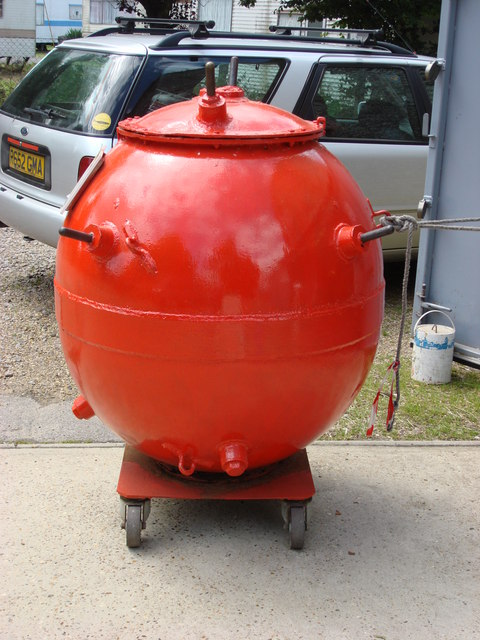
Eine britische Mark XIV Seemine

Im Frühjahr 1941 wurden von den Briten 560 Vickers H2 und 500 A Mark XIV Seeminen an die Niederländer geliefert und in den Riau-Archipel verbracht. Die Niederländer wollten damit die Riau-Inseln vor japanischen Angriffen von See aus schützen und die Briten hatten das Interesse dies auch für Singapur zu tun, das britische Kolonialterritorium war. Zur Verminung wurde der Minenleger Wilhelm van der Zaan der Zeemacht Nederlands-Indië (Royal Dutch Navy) im April nach Riau verlegt. Im Januar 1942 war die niederländische Schaluppe Soemba, ausgebaut als Kanonenboot, unter Kommandant P. J. G. Huyer für einige Zeit im Riau-Archipel stationiert. Sie legte ebenfalls Seeminen in der Straße von Singapur.

## Die Landung

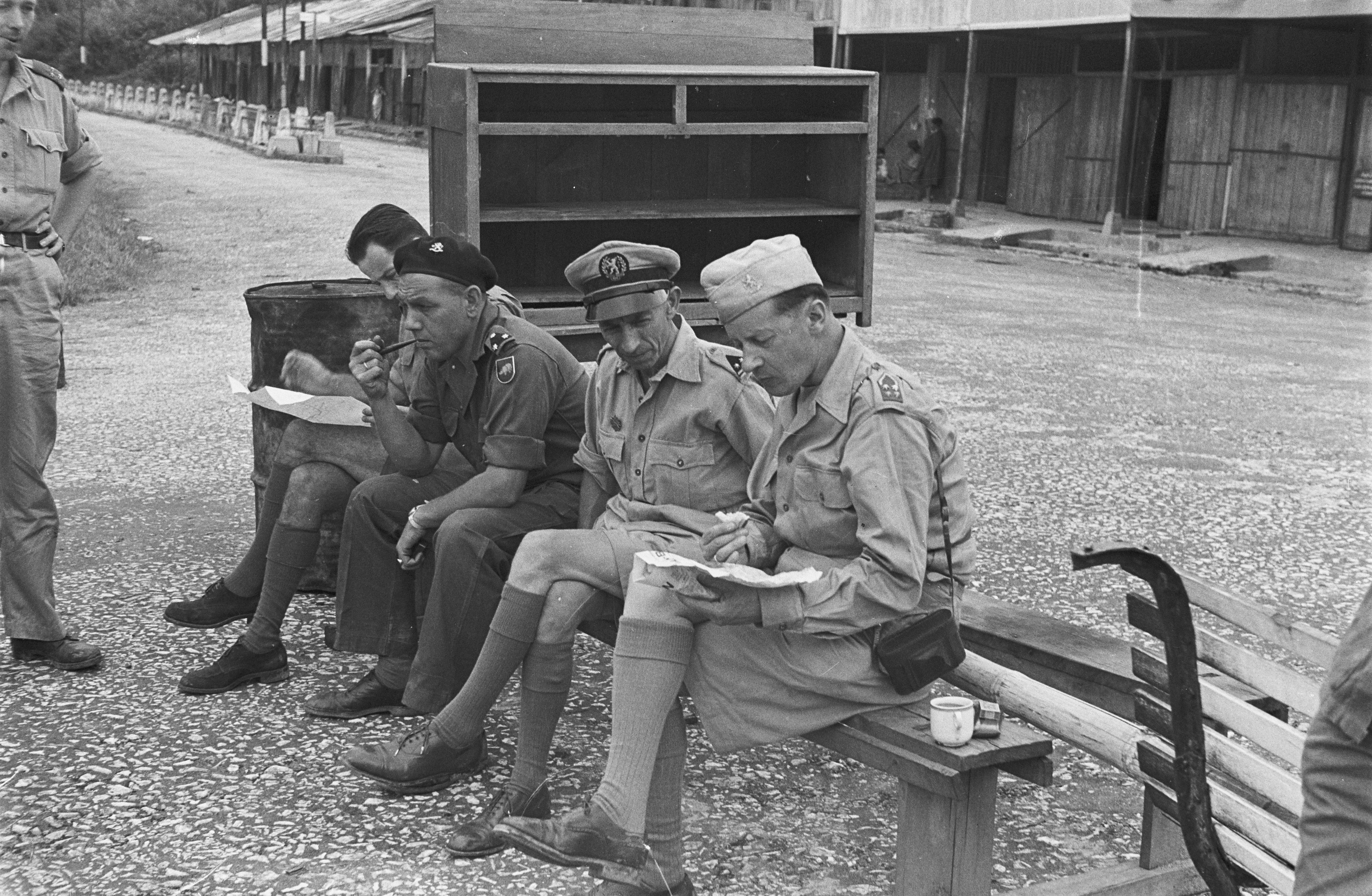
Major de Fries (rechts) mit Generalmajor Sas neben ihm am 22. Dezember 1947 in Indonesien

Am 27. Dezember 1941 landeten die Japaner auf den Tambelaninseln südlich des Riau-Archipels und besetzten damit zum ersten Mal ein Gebiet, das zu Niederländisch-Ostindien gehörte.
Nachdem die Bedrohung durch die japanischen Streitkräfte immer stärker wurde, Singapur zu fallen drohte, Flugfelder in Sumatra unter heftiger Bombardierung lagen und Banjarmasin eingenommen war, verließen die KNIL-Truppen am 14. Februar 1942 die Riau-Inseln und flüchteten nach Süd-Sumatra. Die Inseln wurden kurz darauf von den Japanern widerstandslos besetzt, die dort eine kleine Garnison stationierten. Von der sich dort befindlichen Firma für Bauxitabbau wurden Maschinen demontiert und nach Japan verschifft.